# La Passion de Simone

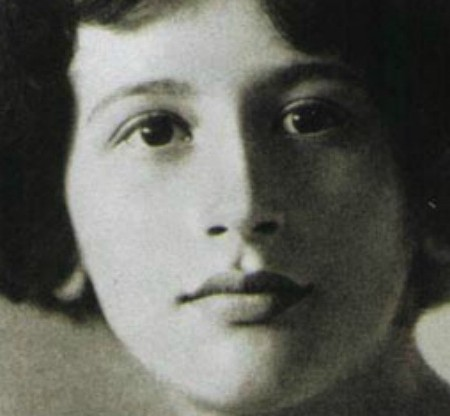
Simone Weil 1921.

La Passion de Simone est un oratorio composé par Kaija Saariaho sur un livret français d'Amin Maalouf, créé dans une mise en scène de Peter Sellars. L'œuvre, sous-titrée Chemin musical en quinze stations, explore la vie et les écrits de Simone Weil à travers une structure inspirée de celle d'une Passion, les épisodes de sa vie étant chacun assimilés aux stations du Chemin de Croix. Elle est composée pour chœur, soprano solo, voix parlée, orchestre et électroniques.

## Historique
La Passion de Simone est une co-commande du festival New Crowned Hope à Vienne, du Barbican Centre à Londres, du Los Angeles Philharmonic et du Lincoln Center for the Performing Arts à New York. Elle a été créée le 26 novembre 2006 au Jugendstiltheater à Vienne, dans le cadre du festival New Crowned Hope, dirigé par Peter Sellars. Les interprètes de la première étaient l'ensemble Klangforum Wien, dirigé par Susanna Mälkki, le Arnold Schoenberg Chor, dirigé par Erwin Ortner (de), la soprano finlandaise Pia Freund dans le rôle de la narratrice, Michael Schumacher dans celui du danseur silencieux (un ajout de Sellars au concept) et Dominique Blanc dans celui de la voix de Simone Weil.
La création britannique de l'œuvre prit place au Barbican Centre en juillet 2007, et sa création américaine en août 2008 au Lincoln Center, dans le cadre du Mostly Mozart Festival. La création française n'eut lieu qu'en juin 2009, à l'Opéra Bastille et, contrairement aux représentations précédentes, non dans la mise en scène de Peter Sellars, mais en version de concert. Ces trois dates ont néanmoins été assurées par la soprano Dawn Upshaw, pour qui le rôle de la narratrice avait été originellement écrit.

## Version de chambre (2013)
La compositrice a elle-même créé une version de chambre de la pièce, de la même durée que l'original et reprenant intégralement la ligne vocale de la soliste ainsi que le texte parlé. L'orchestration, en revanche, a été réécrite (sans électroniques) pour 19 musiciens à la place d'un orchestre symphonique, et le chœur SATB a été remplacé par quatre voix solo (une de chaque tessiture).
Cette nouvelle version a été créée le 14 novembre 2013 au Théâtre municipal P.O. Hviezdoslav à Bratislava, dans le cadre du Melos-Ethos Festival for Contemporary Music, dans une version scénique produite, conçue et réalisée par la compagnie de théâtre musical française La Chambre aux échos. Le personnage principal était interprété par la soprano Karen Vourc'h, accompagnée par un quatuor vocal et une comédienne, ainsi que l'ensemble Secession Orchestra, sous la direction musicale de Clément Mao-Takacs. La mise en scène était réalisée par Aleksi Barrière.